# Félix O'Neille y O'Neille
Félix O'Neille y O'Neille (Creggan (Newry, Mourne y Down), Irlanda, 1 de noviembre de 1720 - Zaragoza, 12 de julio de 1792) fue un militar español de origen irlandés. Era hijo de Enrique O’Neille y O’Neille y de Catalina O'Neill y Magines, hija de Hugo O'Neill, el Gran Conde del Úlster. Se casó en la Coruña con Jacoba Ignacia Varela Sarmiento, con la que tuvo tres hijos, Terencio, Félix y Juan.
Ingresó en el ejército Español y luchó en las campañas de Italia. En 1745 salvó la vida al pretendiente Carlos Eduardo Estuardo en la batalla de Culloden. Hecho prisionero por los británicos, fue condenado a muerte y encarcelado durante 15 meses en el castillo de Edimburgo. En 1779 ascendió a teniente general. De 1774 a 1778 fue Capitán general de Galicia interino y en 1784 fue nombrado capitán general de Aragón y presidente de la Real Audiencia de Aragón, cargo que ocupó hasta su muerte. También fue temporalmente Capitán general de Cataluña.
Decidido impulsor de los avances técnicos propuestos por la Real Sociedad Económica Aragonesa de Amigos del País, fue su director entre 1791 y 1792. Algunos de los proyectos de O’Neille fueron la mejora y promoción de productos aragoneses, como los vinos, que pretendía exportar al País Vasco, y el carbón de Utrillas, que quería usar de combustible en los hogares y la industria. También propuso la conversión de la Escuela de Dibujo en Real Academia. Su contemporáneo y biógrafo, Antonio Arteta de Monteseguro (1745–1813), consideraba que O’Neille estaba convencido de que «la agricultura era el resorte principal de las riquezas de un país y en la que se fundaba todo su poder sólido y constantemente, es decir era un ilustrado fisiócrata».